# Reithrodontomys bakeri
Reithrodontomys bakeri is een knaagdier uit Guerrero (Mexico). De soort behoort tot het ondergeslacht Aporodon en is nauw verwant aan Reithrodontomys microdon.
R. bakeri verschilt van de dichtstbijzijnde ondersoort van R. microdon, R. m. wagneri, doordat hij iets langere oren heeft en een grotere schedel.
In 2000 werden er enkele exemplaren van deze soort gevonden bij Filo de Caballo in Guerrero. Later werden er ook in Omiltemi, op ongeveer 25 km afstand, enkele exemplaren van deze soort gevonden. Deze locaties liggen op honderden kilometers afstand van de verschillende ondersoorten van R. microdon: 250 km van R. m. wagneri in het Distrito Federal, 320 km van R. m. albilabris in Oaxaca, en 700 km van R. m. microdon in Chiapas. Hoewel de exemplaren uit Guerrero genetisch binnen de groep van R. microdon vielen, waren de verschillen zo groot dat Bradley et al. (2004) hem toch als een nieuwe soort beschreven. De drie ondersoorten van R. microdon zijn mogelijk ook aparte soorten.
R. bakeri behoort tot de endemische gewerveldenfauna van de Zuidelijke Sierra Madre van Guerrero, een geïsoleerd gebergte met een stabiel klimaat, waartoe een aantal salamanders, kikkers, hagedissen, slangen en vogels behoren, alsmede een endemisch konijn, het Omiltemikatoenstaartkonijn (Sylvilagus insonus), en een endemische ondersoort van de Noord-Amerikaanse vliegende eekhoorn (Glaucomys volans), Glaucomys volans guerrerensis.